# Présence autochtone
Le festival Présence autochtone est un événement festif annuel organisé à Montréal par l'organisme Terres en vues depuis 1990 afin de célébrer les cultures autochtones des trois Amériques.
Le festival est un point de convergence pour les Premières Nations, un espace de rencontres et d’échanges où réaffirmer et renforcer les liens d’amitié et de collaboration.

## Description
Présence autochtone met en relief l'art, l'histoire et les traditions autochtones des Amériques. Les cultures autochtones, qu'elles soient traditionnelles ou contemporaines, s'y expriment afin de créer une prise de conscience. L'événement est une occasion de découvrir la riche culture des premiers occupants du continent américain. Anciennement tenu à la place Émilie-Gamelin, les concerts du festival sont présentés depuis 2010 à la place des Festivals du Quartier des spectacles. Des grands noms de la chanson, tels Florent Vollant, Samian, Elisapie Isaac, Mike Paul Kuekuatsheu, A Tribe Called Red, Shauit s'y produisent. On retrouve également des artisans autochtones démontrant leurs savoir-faire aux festivaliers.
Le festival offre au public l’occasion de plonger dans l’imaginaire des peuples premiers, via:
- une sélection de films,
- des expositions et concerts,
- des débats et rencontres,
- des activités interactives au site extérieur,
- la célébration de la Journée nationale des peuples autochtones le 21 juin,
- ... et plus encore.

La 28e édition du festival a lieu du 8 au 15 août 2018.

## Gestion
Terres en vues est un organisme à but non lucratif qui organise le festival. L’organisme, basé à Montréal, encourage le dialogue interculturel par la diffusion d’œuvres qui expriment la vitalité culturelle et artistiques des Premières Nations à travers la littérature, le cinéma, les récits et légendes issus de la tradition, les langues ancestrales, les arts visuels, la musique ou la danse. 

## Images

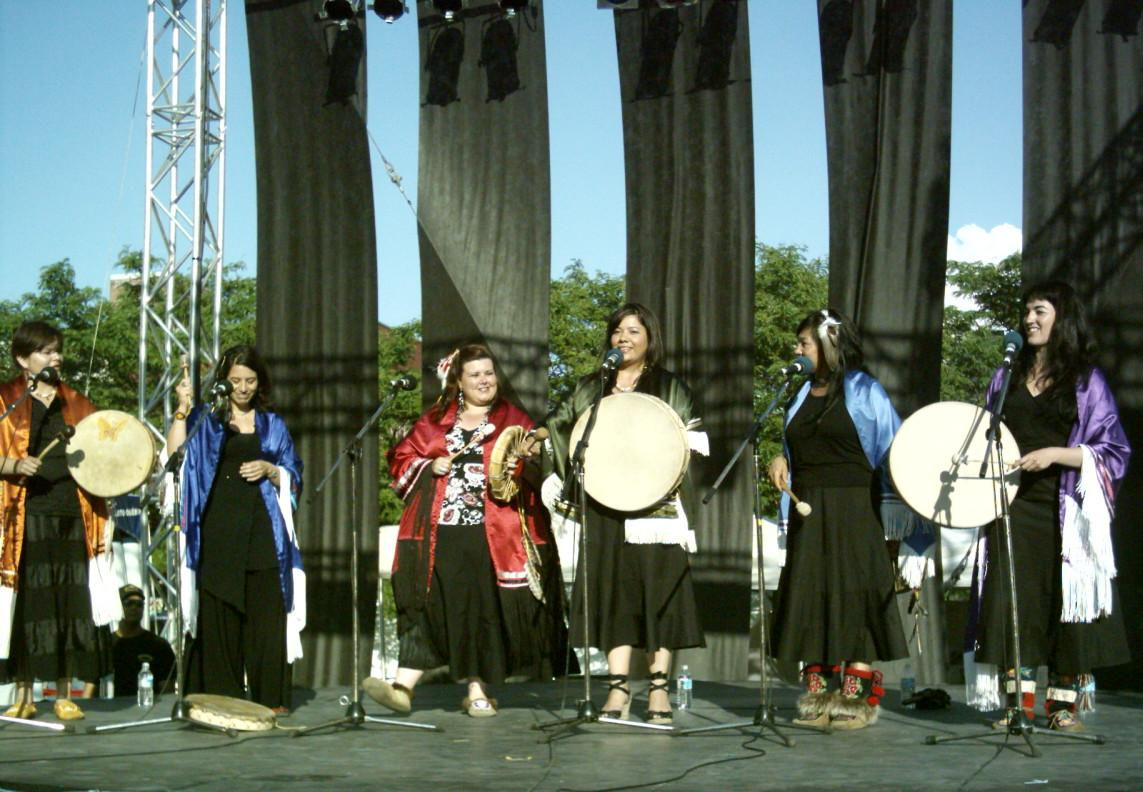
À la place Émilie-Gamelin en juin 2008
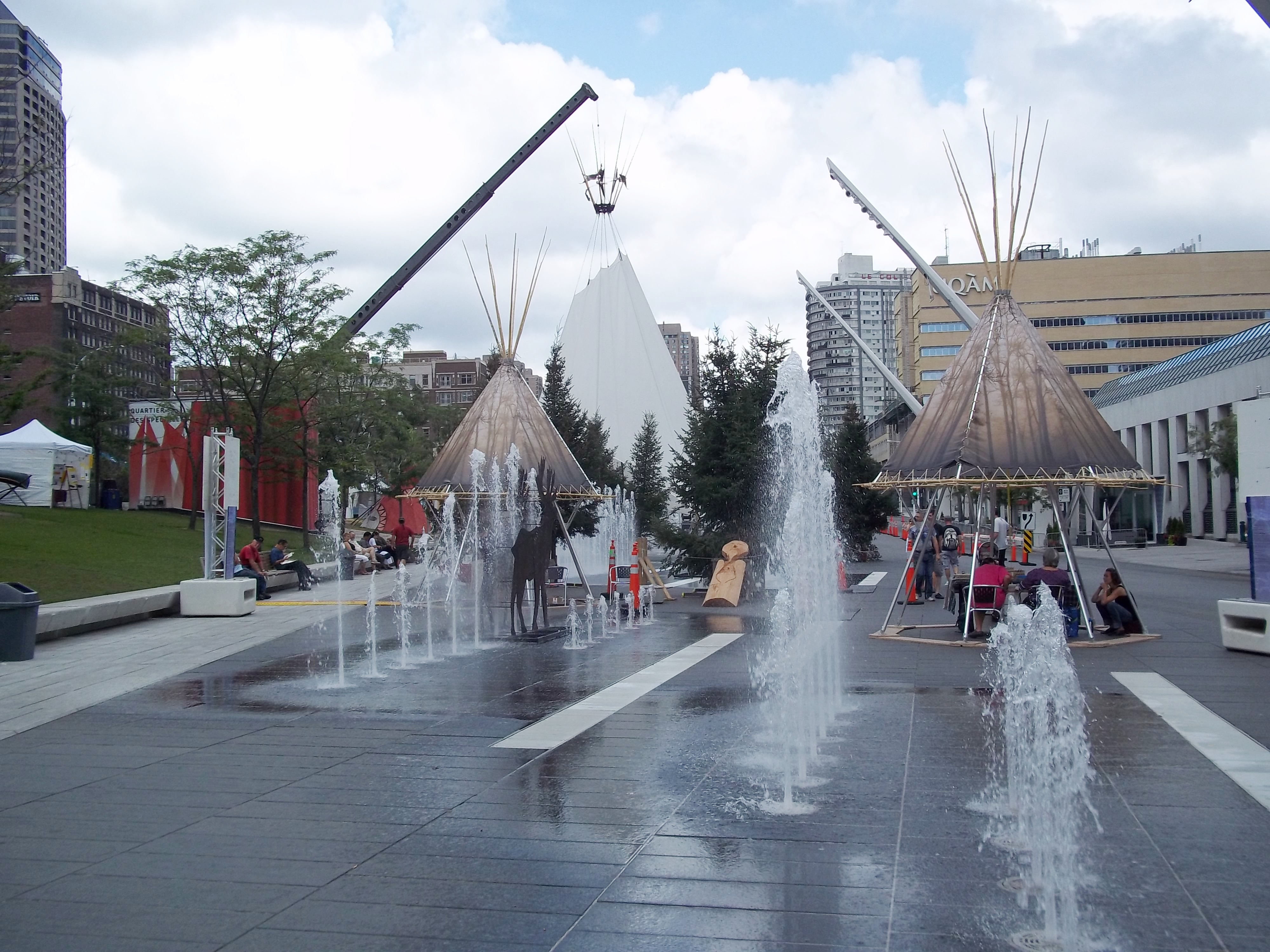
À la Place des festivals en août 2011
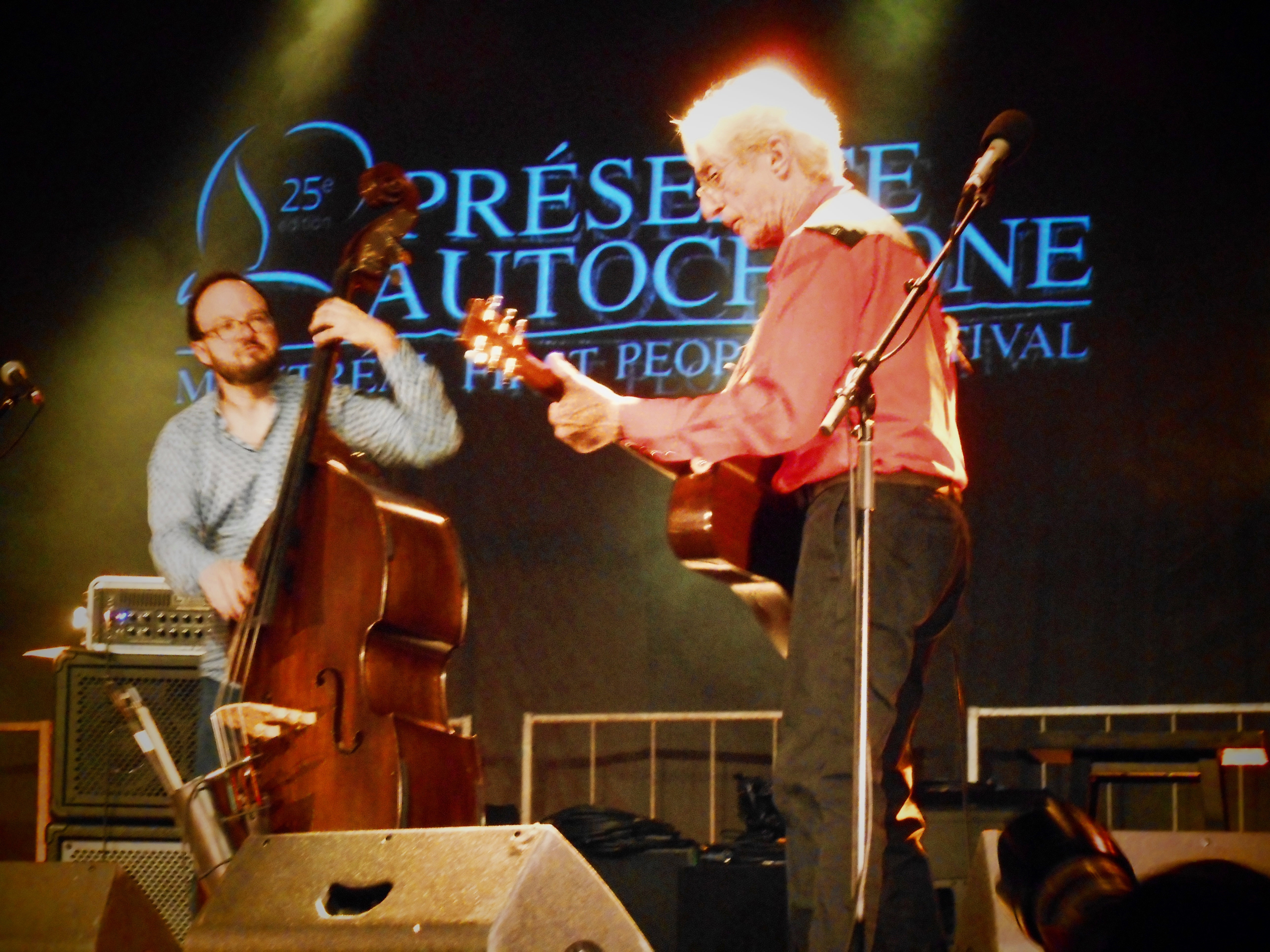
Richard Desjardins 2015

## Controverse
En 2023, le festival fait jaser pour le choix de son affiche de la 33e édition illustrant un jeune planchiste autochtone jouant du tambour devant la statue décapitée de John A. Macdonald.  Le directeur artistique, André Dudemaine, explique ceci n'est pas un encouragement aux actes illégaux tandis que d'autres défendent la liberté d'expression.  